# Дережичі (гміна)
Гміна Дережичі — колишня (1934—1939 рр.) сільська ґміна Дрогобицького повіту Львівського воєводства Польської республіки (1918—1939) рр. Центром ґміни було село Дережичі.

1 серпня 1934 р. було створено ґміну Дережичі у Дрогобицькому повіті. До неї увійшли сільські громади: Дережичі, Ясениця-Сільна, Монастир-Дережицький, Модричі, Попелі.
  
У 1934 р. територія ґміни становила 75,81 км². Населення ґміни станом на 1931 рік становило 8717 осіб. Налічувалось 1583 житлові будинки. 

1 вересня 1943 Дережицьку ґміну було розділено на чотири частини та включено одну з них (село Попелі) до складу Борислава, другу (присілки Млинки Шкільникові і Млинки Сівкові) віднесено до міста Дрогобича, третю (села Дережичі, Ясениця-Сільна і Монастир-Дережицький) передано Лішнянській ґміні, а четверту (місцевості Циганівка, Модричі і Державний нафтопромисел села Модричі) приєднано до Стебницької ґміни.
17 січня 1940 р. ґміна включена до Дрогобицького району.